# Bledric
Bledric (gallese: Bledrig; latino: Bletricius; inglese: Blederick; 554 circa – 613), era il figlio più giovane di san Costantino e successe al fratello Gerren sul trono della Dumnonia.
Come il suo predecessore, fu ucciso combattendo contro i berniciani. Nel 613 re Aethelfrith invase il Gwynedd per porre un freno a re Iago. Le armate del Gwynedd, del Powys, del Pengwern e della Dumnonia gli si opposero, ma furono sconfitte nella battaglia di Caer-Legion (Chester, nel Ches). Iago del Gwynedd e Selyf Sarffgadau del Powys furono uccisi. Fu probabilmente Bledric, dunque, a guidare gli eserciti britannici nella successiva battaglia di Bangor-is-Coed (Bangor-on-Dee), dove morì.
Generalmente è considerata una figura leggendaria.